# José Blanco López

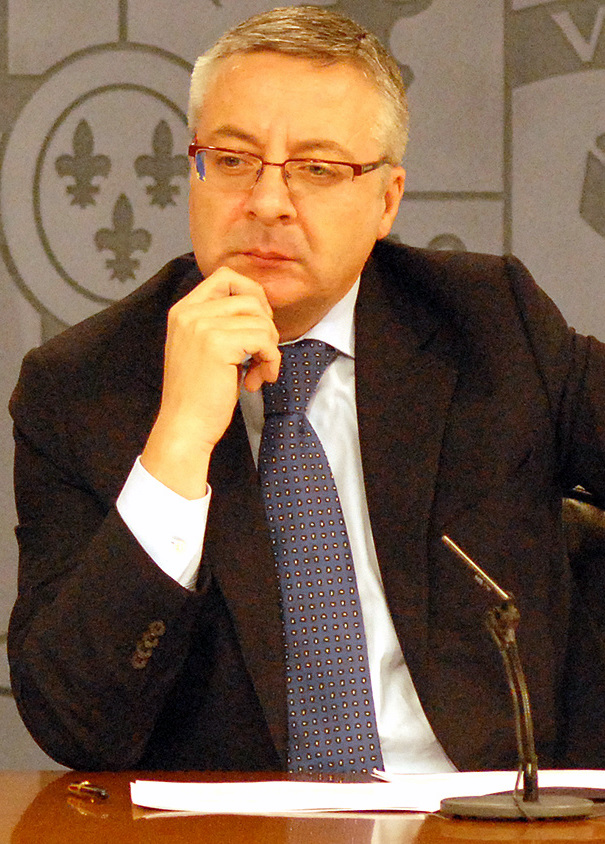
José Blanco López

José Blanco López, bekannt unter dem Spitznamen Pepe Blanco (* 6. Februar 1962 in Palas de Rey, Provinz Lugo), ist ein spanischer Politiker (PSOE). Von April 2009 bis Dezember 2011 war er Minister für Infrastrukturförderung (Fomento, entspricht etwa dem deutschen Verkehrsministerium) im Kabinett Zapatero.
Nach dem Abitur in Lugo schloss sich Blanco 1978 der Partido Socialista Popular an, einer kleinen sozialistischen Partei unter Führung des Linksintellektuellen Enrique Tierno Galván. Nach der Vereinigung dieser Partei mit der PSOE im selben Jahr übernahm Blanco verschiedene Ämter in dieser Partei, zunächst auf regionaler Ebene in Galicien. Bei den spanischen Parlamentswahlen 1989 wurde er in den spanischen Senat gewählt, dem er bis 1996 angehörte. Bei den Wahlen 1996 erhielt er ein Mandat für den Abgeordnetenkongress (das Unterhaus des spanischen Parlaments), dessen Mitglied er seitdem ist.
Nach der Wahlniederlage der PSOE im Jahr 2000 und dem Rücktritt ihres Generalsekretärs und Spitzenkandidaten Joaquín Almunia zählte Blanco, zusammen u. a. mit Jesús Caldera, Trinidad Jiménez und Juan Fernando López Aguilar, zu den Vertretern des sogenannten Neuen Weges, die die Überraschungskandidatur José Luis Rodríguez Zapateros als Generalsekretär der Partei unterstützten (ein Amt, das etwa dem eines deutschen Parteichef entspricht). Blanco übernahm dabei wichtige Aufgaben bei der Koordinierung der Gruppe und dem Sammeln von Unterstützern auf dem 35. Parteitag der PSOE. Nach dem knappen Wahlerfolg Zapateros wurde Blanco von diesem als Sekretär für die parteiinterne Organisation vorgeschlagen. Dieses Amt (das etwa dem des Generalsekretärs einer deutschen Partei entspricht) nahm er von 2000 bis 2008 ein. Ab 2008 war Blanco PSOE-Vizegeneralsekretär, ein Amt, das zuvor seit 1996 unbesetzt geblieben war. Er galt damit als die unumstrittene „Nummer 2“ in der PSOE.
Am 7. April 2009 schließlich kündigte der 2004 zum Regierungschef gewählte Zapatero im Rahmen einer umfassenden Kabinettsumbildung Blancos Ernennung zum Infrastrukturminister als Nachfolger von Magdalena Álvarez an. Blanco übernahm damit erstmals neben seinen Parteiämtern auch einen Posten in der spanischen Regierung, den er bis 2011 innehatte.
Bei der Europawahl 2014 wurde Blanco ins Europäische Parlament gewählt.
José Blanco ist verheiratet und hat zwei Kinder.